# Staatsarchiv des Kantons St. Gallen

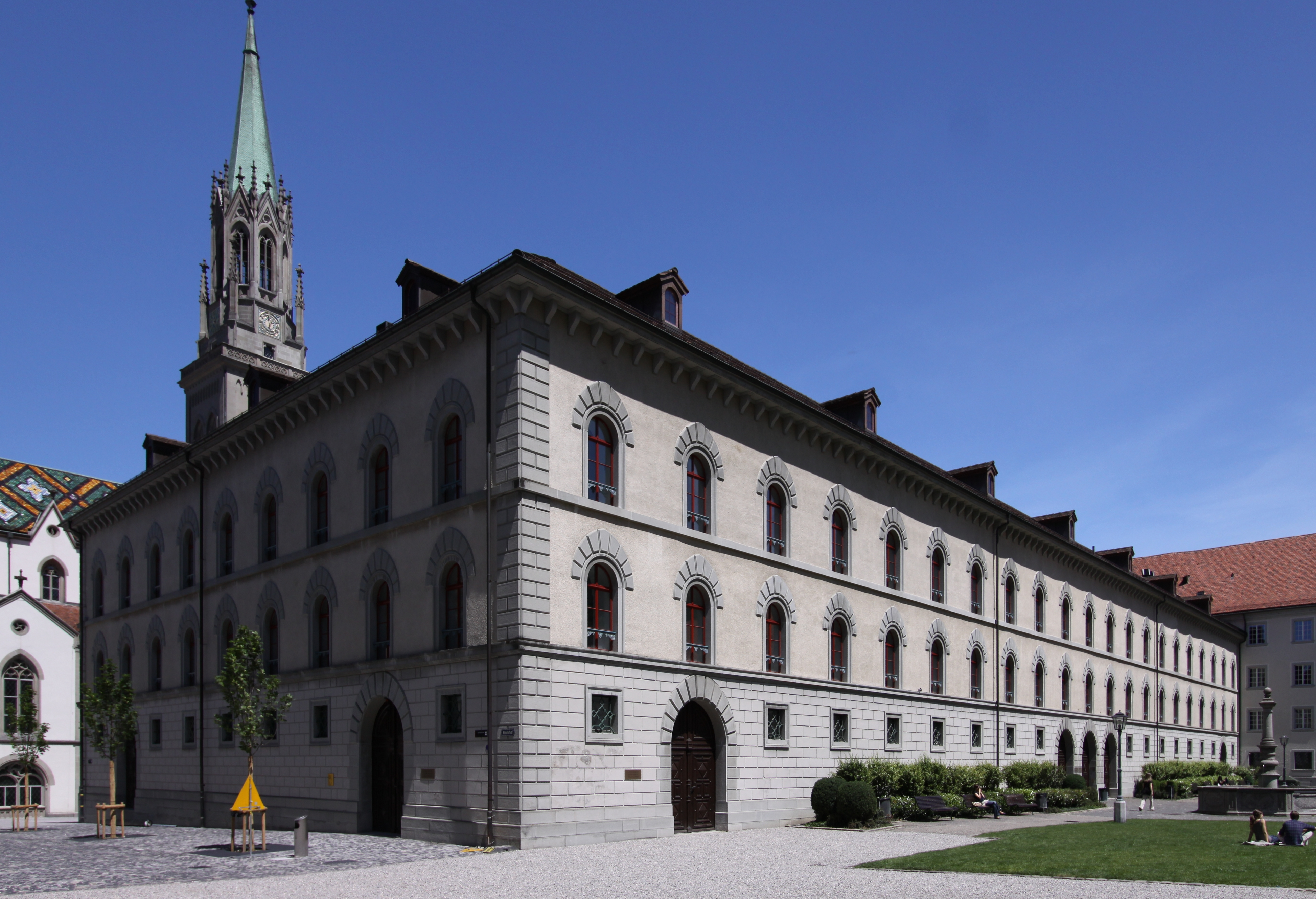
Gebäudeflügel im Stiftsbezirk, in dem sich das Staatsarchiv befindet

Das Staatsarchiv des Kantons St. Gallen ist das Archiv des Kantons St. Gallen in der Schweiz. Es sichert seit der Kantonsgründung 1803 die Überlieferung der kantonalen Behörden, der kantonalen Verwaltung und der Anstalten des Staates. Hinzu kommen Bestände von Rechtsvorgängern des heutigen Kantons. Organisatorisch gehört das Staatsarchiv zum Departement des Innern, angesiedelt im Amt für Kultur.

## Aufgaben

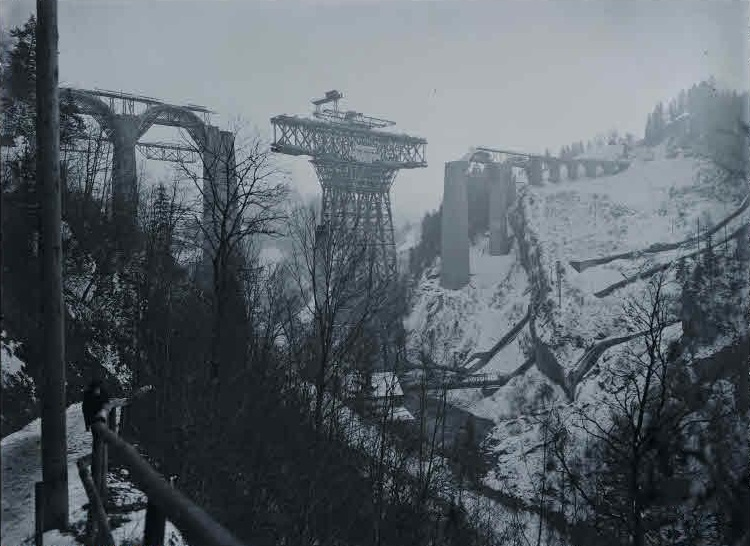
Bau des Sitterviadukts von 1910. (StASG BTN 1/1.1-172)

Das Gesetz über Aktenführung und Archivierung (sGS 147.1) vom 19. April 2011 definiert das Staatsarchiv als «oberstes Fachorgan des Kantons für Aktenführung und Archivierung». Es entscheidet über die Archivwürdigkeit angebotener Unterlagen und garantiert die dauerhafte Aufbewahrung sowie den Zugang zu den Archivalien. Das Archiv gewährleistet die Nachvollziehbarkeit des Handelns öffentlicher Organe und trägt zur Rechtssicherheit bei. Zusätzlich sichert es Unterlagen privater Institutionen, Organisationen, Familien und Einzelpersonen, soweit diese für die Geschichte des Kantons und seiner Bevölkerung von Bedeutung sind und ihm übergeben werden. Seine Aufgabe nimmt es fachlich unabhängig wahr. Weitere Rechtsgrundlage und Detaillierung des Auftrags bildet die Verordnung über Aktenführung und Archivierung (sGS 147.11) vom 19. März 2019.

## Geschichte

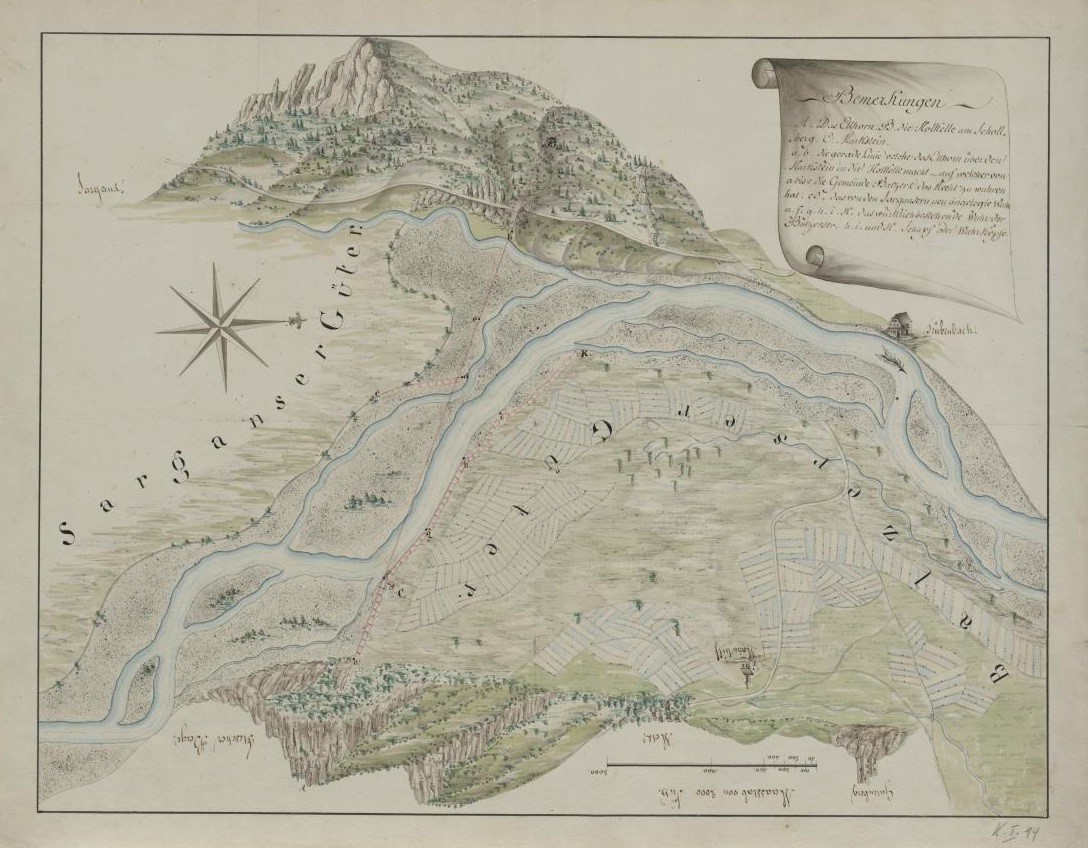
Plan des Rheinverlaufs bei Trübbach (Gemeinde Wartau) und Balzers von 1818, entstanden aus Anlass eines Wuhr- und Grenzstreits. (StASG KPG 2/06.01)

Das Staatsarchiv entstand – wie der Kanton selbst – im Jahr 1803. Im Zentrum der Archivarstätigkeit stand zunächst, die Rechtsdokumente aus der alteidgenössischen Zeit sowie der darauffolgenden Übergangsperiode von 1798 bis zur Kantonsgründung zu sichern. Die in dieser Zeit veränderte Rechtsstruktur hatte dazu geführt, dass Archivbestände in andere Kantone überführt worden waren. Archivalien, wie beispielsweise aus den Landvogteien Rheintal oder Sax, konnten schliesslich ins Staatsarchiv des Kantons St. Gallen eingegliedert werden. Manche der beabsichtigten Übernahmen oder Übergaben gestalteten sich indessen schwierig oder scheiterten gar.
In jüngster Vergangenheit konnte das Staatsarchiv weitere wertvolle Archive öffentlicher Körperschaften aus der Zeit vor der Kantonsgründung übernehmen, so zum Beispiel das Stadtarchiv Rheineck und das Stadtarchiv Lichtensteig.
Dass sich das Gebiet des heutigen Kantons vor 1798 aus zwölf selbständigen «Staaten» zusammengesetzt hatte, bildet sich jedenfalls in der heutigen Archivlandschaft ab. Denn die schriftliche Überlieferung dieser Regionen liegt nur zum Teil im Staatsarchiv. Wichtige Archivbestände aus der Zeit vor der Kantonsgründung finden sich im Stiftsarchiv oder im Stadtarchiv der Ortsbürgergemeinde St. Gallen (Archiv der ehemaligen Reichsstadt und Republik St. Gallen), in diversen anderen Kantonsarchiven oder in Kommunalarchiven im Kanton. Eine Übersicht über alle Archivbestände St. Gallens aus der Zeit vor 1798 in anderen Schweizer Archiven fehlt bis heute. Die Sicherung der kantonalen Bestände seit 1803 ist hingegen eindeutig, wenn auch aus gewissen Zeiträumen Überlieferungslücken bestehen. In den letzten Jahrzehnten konnten wichtige Bestände aus privater Hand übernommen werden, und seit 2003 entwickelte das Staatsarchiv eine konsistente Überlieferungs- und Bewertungspraxis. Ausserdem engagiert sich das Staatsarchiv besonders auf dem Gebiet der digitalen Langzeitarchivierung. In diesem und in weiteren Themenbereichen arbeitet es mit anderen Archiven national oder international zusammen (z. B. Archive in der Arge Alp).
| Amtszeit  | Name                     |
| --------- | ------------------------ |
| 1803–1805 | Franz Josef Büeler       |
| 1805–1811 | Konrad Meyer             |
| 1812–1819 | vakant                   |
| 1820–1826 | Gallus Jakob Baumgartner |
| 1826–1833 | Josef Anton Henne        |
| 1834–1847 | Peter Ehrenzeller        |
| 1847–1848 | Karl Wegelin             |
| 1848–1852 | Johann Theodor Gsell     |
| 1852–1858 | Johann Joseph Weder      |
| 1859–1872 | Otto Henne am Rhyn       |
| 1872–1885 | Joseph Anton Hardegger   |
| 1886–1912 | Otto Henne am Rhyn       |
| 1913–1943 | Josef Anton Müller       |
| 1943–1957 | Karl Schönenberger       |
| 1958–1968 | Franz Perret             |
| 1968–1993 | Walter Lendi             |
| 1993–2001 | Silvio Bucher            |
| seit 2002 | Stefan Gemperli          |

## Bestände
Die Bestände sind in staatliche und nichtstaatliche Archivalien unterteilt. Sie sind nach folgenden Hauptabteilungen gegliedert:
Staatliche Archivalien
- Altes Archiv (bis 1798) (AA): Urkunden, Akten und Bücher der eidgenössischen Landvogteien Rheintal, Sax-Forstegg, Werdenberg, Sargans, Gaster, Uznach sowie der Stadt Rapperswil. Einzelne Akten und Bücher zur Geschichte des Toggenburgs und des Fürstenlands.
- Helvetisches Archiv (1798–1803) (HA): Akten und Bücher des Kantons Säntis und der st.gallischen Teile des Kantons Linth.
- Archiv des Kantonsrats und der Regierung (AGR, ARR): Protokolle und Akten zu den Parlaments- und Regierungsbeschlüssen.
- Kantonsarchiv (1803–1931) (KA): Akten, Bücher und Amtsdruckschriften der kantonalen Verwaltung, nach Sachsystematik archiviert (Pertinenzprinzip).
- Neues Archiv (ab 1931) (A): Unterlagen der kantonalen Verwaltung, in der Reihenfolge ihres Eingangs und nach der abliefernden Stelle archiviert (Provenienzprinzip).
- Gerichtsarchiv (ab 1803) (G, GA): Entscheide und Akten der regionalen und kantonalen Gerichte.
- St.Galler Amtsdruckschriften (ab 1803) (ZA): Publikationen staatlicher Stellen.
- Selbstständige Anstalten des Staates und Unternehmen mit wesentlicher Staatsbeteiligung (B, HSG): Archive der Gebäudeversicherungsanstalt, der Bodensee-Toggenburg-Bahn, der St. Gallisch-Appenzellischen Kraftwerke und der Universität St. Gallen.

Nichtstaatliche Archivalien
- Korporationsarchive (C): Archivdepots öffentlicher oder privatrechtlicher Körperschaften.
- Privatarchive (W): Nachlässe und Archivbestände von Parteien, Organisationen, Firmen, Familien und Einzelpersonen.
- Archivische Sammlungen des Staatsarchivs (KP, Z, BM): Zum Beispiel Fotografien, Karten und Pläne, Münzen und Medaillen.

Materiell handelt es sich bei den Beständen meist um Papier. Aber auch Pergament, Celluloid oder Glasplatten sind vertreten. Fragen der langfristigen Haltbarkeit elektronischer Daten und ihrer Träger gewinnen zusehends an Bedeutung.
Die Bestände des Staatsarchivs umfassen 2022 über 10 Laufkilometer. Jährlich wächst das Archiv um 100 bis 200 Laufmeter.

## Recherche
Der Digitale Lesesaal bietet zahlreiche Recherchemöglichkeiten und Einblicke in Archivalien. Einzelne Archivalien oder Bestände liegen digitalisiert vor (vor allem Bilddokumente) und können online eingesehen werden. Digitales Archivgut wird von den öffentlichen Organen übernommen.
Zusätzlich zu den Archivalien bietet das Staatsarchiv auch eine öffentlich zugängliche Forschungsbibliothek. Die Medien sind im alten Katalog des SGBN (St. Galler Bibliotheksnetz) oder im neuen SGBN-Katalog verzeichnet und können in der Präsenzbibliothek des Staatsarchivs St. Gallen eingesehen werden.

## Gebäude
Von Felix Wilhelm Kubly in den Jahren 1838 bis 1841 ursprünglich als Zeughaus errichtet, befand sich der Nordflügel des Regierungsgebäudes Anfang der 1970er Jahr in baufälligem Zustand. Der Regierungsrat hatte 1970 den St. Galler Architekt Ernest Brantschen (1922–1994) mit einem Umbauprojekt beauftragt: Das Gebäude sollte künftig als Archiv- und Verwaltungskomplex dienen. Umfassende Renovierungen sowie die Ergänzung neuer Gebäudeteile waren hierzu nötig. Seit 1979 befindet sich das Staatsarchiv gemeinsam mit Stiftsarchiv und Kantonsgericht in diesem Nordflügel und ist Teil des Stiftsbezirks. Aufgrund wachsender Bestände und der Unmöglichkeit, das Gebäude zu erweitern, sind inzwischen in zwei anderen Gebäuden ein Aussenmagazin sowie weitere Büros/Werkstätten untergebracht.